# 森本一久
森本 一久（もりもと かずひさ）は、安土桃山時代から江戸時代初期にかけての武将。加藤氏の家臣。通称は森本儀太夫（森本義太夫とも）。加藤十六将の一人。

## 略歴
永禄3年（1560年）、摂津国の国人・森本一慶の子として誕生。
若い頃より加藤清正に仕え、飯田直景、庄林一心と並んで加藤家三傑と呼ばれる重臣であった。攻めの戦を得意とした勇猛な人物であったといわれている。
天正17年(1589年)天草国人一揆討伐で活躍し、秀吉から清正を通じて白鳥毛の長槍を賜ったと伝えられている。
朝鮮出兵の際、第二次晋州城攻防戦において飯田直景と共に亀甲車なる装甲車で城の石垣を破壊し、黒田長政の配下・後藤基次と争いながらも一番乗りを果たし、その功により豊臣秀吉から「義」の字を与えられたという。また、土木普請も得意で、隈本城や江戸城の築城に才をなした（熊本城の築城に際しては筆頭責任者であったとされる）。
慶安4年6月11日（新暦1651年7月28日）、死去。墓は京都の乗願寺(京都府京都市下京区)にある。
嫡子・一友は加藤家二十四将に数えられる武勇の士で一久死後に儀太夫を継いだが加藤家改易で浪人、後に一友の子である森本四郎兵衛が島原・天草一揆鎮圧にて武名を上げ150石で細川熊本藩に仕えた。次男・一房はカンボジア・アンコール・ワットへの落書で知られる。